# Michał Paleolog (Zeolota)
Michał Paleolog (zm. 1345) – przywódca Zelotów w Tesalonice od 1342 roku. 

## Życiorys
Zeloci utworzyli w 1342 roku niezależną republikę miejską. W swoim programie politycznym domagali się konfiskaty wielkich majątków świeckich i kościelnych oraz ujednolicenia polityki podatkowej. W 1343 oparli się oblężeniu miasta przez wojska Jana VI Kantakuzena. Uzyskali pomoc Stefana Duszana. Nie zaakceptowali zarządu nad miastem przez Jan Apokaukosa. Michał Paleolog został odsunięty od władzy latem 1345 przez Jan Apokaukosa i z jego rozkazu zamordowany.